# 十二號鎮區 (阿肯色州本頓縣)
十二號鎮區（英語：Township 12）是位於美國阿肯色州本頓縣的一個行政鎮區。根據2010年美國人口普查，該地共人口15,158人，而該地的面積約為111.44平方千米。

## 地理
十二號鎮區的座標為36°14′21″N 94°31′22″W / 36.23917°N 94.52278°W。